# Wayne Kirkpatrick
Wayne Joseph Kirkpatrick (ur. 5 czerwca 1957 w St. Catharines) – kanadyjski duchowny katolicki, biskup Antigonish od 2020.

## Życiorys

### Prezbiterat
Święcenia kapłańskie otrzymał 1 września 1984 i został inkardynowamy do diecezji Saint Catharines. Pracował głównie jako duszpasterz parafialny oraz jako wikariusz sądowy. Był także m.in. wikariuszem biskupim ds. instytutów życia konsekrowanego oraz wikariuszem dla francuskojęzycznych wiernych.

### Episkopat
18 maja 2012 papież Benedykt XVI mianował go biskupem pomocniczym archidiecezji Toronto, ze stolicą tytularną Aradi. Sakry biskupiej udzielił mu 25 lipca 2012 arcybiskup metropolita Toronto - Thomas Collins. Odpowiadał za północną część archidiecezji, zaś od 2014 był także rektorem seminarium w Toronto.
18 grudnia 2019 papież Franciszek mianował go biskupem ordynariuszem diecezji Antigonish. Ingres odbył się 3 lutego 2020.